# Xanthoparmelia subvicariella
Xanthoparmelia subvicariella är en lavart som beskrevs av Elix & Kantvilas. Xanthoparmelia subvicariella ingår i släktet Xanthoparmelia och familjen Parmeliaceae.   Inga underarter finns listade i Catalogue of Life.